# Okręg wyborczy Birmingham Ladywood
Okręg wyborczy Birmingham Ladywood powstał w 1918 r. i wysyła do brytyjskiej Izby Gmin jednego deputowanego. Okręg obejmuje część centrum miasta Birmingham.

## Deputowani do brytyjskiej Izby Gmin z okręgu Birmingham Ladywood
- 1918–1929: Neville Chamberlain, Partia Konserwatywna
- 1929–1931: Wilfrid Whiteley, Partia Pracy
- 1931–1945: Geoffrey William Lloyd, Partia Konserwatywna
- 1945–1969: Victor Yates, Partia Pracy
- 1969–1970: Wallace Lawler, Partia Liberalna
- 1970–1974: Doris Fisher, Partia Pracy
- 1974–1977: Brian Walden, Partia Pracy
- 1977–1983: John Sever, Partia Pracy
- 1983–2010: Clare Short, Partia Pracy, od 2006 r. niezależni laburzyści
- 2010–: Shabana Mahmood, Partia Pracy